# Jacek Kempa
Jacek Kempa (ur. 3 sierpnia 1964 w Rybniku) – polski duchowny, teolog, dziekan Wydziału Teologicznego Uniwersytetu Śląskiego (od 2020).

## Życiorys
Święcenia kapłańskie przyjął 12 maja 1990. W latach 1990–1994 pracował jako wikariusz w parafii św. Antoniego w Chorzowie. W 1993 uzyskał licencjat naukowy z teologii w Akademii Teologii Katolickiej w Warszawie. Następnie wyjechał do Wiednia, w 2000 obronił na Wydziale Teologii Uniwersytetu Wiedeńskiego pracę doktorską Ist Heil nur Erlösung? Heutige soteriologische Grundauffassungen in kritischer Sicht napisaną pod kierunkiem Raphaela Schulte. Od 2001 pracował na Wydziale Teologicznym Uniwersytetu Śląskiego. W 2010 uzyskał stopień doktora habilitowanego na podstawie pracy Konieczność zbawienia. Antropologiczne założenia soteriologii Anzelma z Canterbury. W 2012 został prodziekanem ds. nauki, w 2020 dziekanem Wydziału Teologicznego UŚ. Od 2019 jest dyrektorem Instytutu Nauk Teologicznych na macierzystej uczelni, w 2020 został profesorem uczelni.
W latach 2011–2017 był wiceprezesem Towarzystwa Teologów Dogmatyków, w latach 2011-2018 redaktorem naczelnym Śląskich Studiów Historyczno-Teologicznych.